# Єрмотаєво
Єрмота́єво (рос. Ермотаево, башк. Ярматай) — присілок (колишнє селище) у складі Бєлорєцького району Башкортостану, Росія. Входить до складу Туканської сільської ради.
Населення — 5 осіб (2010; 19 в 2002).
Національний склад:
- татари — 53%
- башкири — 32%